# Menno Huizinga
Menno Huizinga, né le 28 octobre 1907 à Nes (Ameland) – mort le 14 septembre 1947 à Amsterdam, est un photographe néerlandais.